# Liste der Naturdenkmale in Bad Teinach-Zavelstein
| Naturdenkmale | Anzahl |
| ------------- | ------ |
| FND           | 4      |
| END           | 3      |
| Gesamt        | 7      |

Die Liste der Naturdenkmale in Bad Teinach-Zavelstein nennt die verordneten Naturdenkmale (ND) der im baden-württembergischen Landkreis Calw liegenden Stadt Bad Teinach-Zavelstein. In Bad Teinach-Zavelstein gibt es insgesamt sieben als Naturdenkmal geschützte Objekte, davon vier flächenhafte Naturdenkmale (FND) und drei Einzelgebilde-Naturdenkmale (END).
Stand: 31. Oktober 2016.

## Einzelgebilde (END)
| Name                     | Bild | Kennung     | Einzelheiten           | Position | Fläche Hektar | Datum         |
| ------------------------ | ---- | ----------- | ---------------------- | -------- | ------------- | ------------- |
| Alte Linde               | BW   | 82350840001 | Bad Teinach-Zavelstein | ⊙        | 0,0           | 22. Okt. 1949 |
| Linde                    | BW   | 82350840003 | Bad Teinach-Zavelstein | ⊙        | 0,0           | 22. Okt. 1949 |
| Zwei Linden              | BW   | 82350840002 | Bad Teinach-Zavelstein | ⊙        | 0,0           | 22. Okt. 1949 |
| Legende für Naturdenkmal |      |             |                        |          |               |               |